# Mistrzostwa Afryki w Piłce Ręcznej Kobiet 1985
Mistrzostwa Afryki w piłce ręcznej kobiet 1985 – szóste mistrzostwa Afryki w piłce ręcznej kobiet, oficjalny międzynarodowy turniej piłki ręcznej o randze mistrzostw kontynentu organizowany przez CAHB mający na celu wyłonienie najlepszej żeńskiej reprezentacji narodowej w Afryce, który odbył się w Angoli w 1985 roku. Tytułu zdobytego w 1983 roku broniła reprezentacja Konga.
Czwarty tytuł z rzędu zdobyły reprezentantki Konga.

## Klasyfikacja końcowa
| Miejsce | Reprezentacja            |
| ------- | ------------------------ |
| złoto   | Kongo                    |
| srebro  | Wybrzeże Kości Słoniowej |
| brąz    | Kamerun                  |
| 4       | Tunezja                  |
| 5       | Angola                   |
| 6       | Egipt                    |